# Nikolaos Makarezos
Nikolaos Makarezos (in greco Νικόλαος Μακαρέζος; Gravia, 1919 – Focide, 3 agosto 2009) è stato un militare greco e uno dei membri della dittatura dei colonnelli, insieme al colonnello Geōrgios Papadopoulos e al brigadiere Stylianos Pattakos.

## Biografia
Nato nel 1919 nel villaggio di Gravia, nella prefettura di Focide, dopo aver terminato la scuola locale e il ginnasio di Lamia, entrò all'Accademia Militare Ellenica nel 1937, uscendone nel 1940 con il grado di secondo tenente di artiglieria. Il suo primo incarico fu nel 1º reggimento di artiglieria pesante. Prese parte alla guerra italo-greca e la battaglia di Grecia, dopo la quale prestò servizio nelle forze armate del governo greco in esilio. Dopo la guerra completò i suoi studi presso la Scuola di artiglieria greca di Megalo Pefko, dove negli anni successivi prestò servizio anche come istruttore. Completò anche un corso presso la Scuola di artiglieria dell'esercito americano a Babenhausen, nella Germania occidentale, e studiò economia e scienze politiche. Nel 1962-1965 fu nominato addetto militare presso l'ambasciata greca a Bonn.

### Giunta dei colonnelli
Insieme al collega colonnello Geōrgios Papadopoulos e al brigadiere Stylianos Pattakos, guidò il gruppo di ufficiali di medio rango che rovesciò, il 21 aprile 1967, con un colpo di stato, il governo di Panagiōtīs Kanellopoulos e istituì un regime militare denominato "Regime dei colonnelli" che ha governato la Grecia per sette anni.
Makarezos fu una figura centrale nella maggior parte dei successivi governi dittatoriali, come ministro di coordinamento fino all'agosto 1971 e, da allora, fino all'ottobre 1973, come vice primo ministro. Tra gli alti dirigenti della giunta, solo lui aveva una conoscenza di economia, quindi gli fu affidata l'economia del paese. I primi anni del regime videro un notevole boom economico, con tassi di sviluppo più elevati, bassa disoccupazione e bassa inflazione, ottenuto attraverso ingenti investimenti esteri, la costruzione di progetti infrastrutturali e considerevoli investimenti nel settore del turismo. Nel 1973, tuttavia, il tasso di sviluppo cominciò a diminuire e la diffusa corruzione e gli scandali finanziari, così come la stagnazione politica, provocarono un calo della popolarità del regime. Quando Papadopoulos tentò di democratizzare lentamente il regime nel 1973, nominando Primo Ministro il civile Spyridōn Markezinīs, Makarezos fu escluso dal suo ruolo di governo.

### Vita successiva
Dopo il crollo della giunta nel luglio 1974, Makarezos fu arrestato e inviato sull'isola di Kea e, insieme ad altri leader della giunta, fu poi processato per tradimento e ribellione; ritenuto colpevole e condannato a morte, la sua pena fu poi commutata in ergastolo.
Dal 1990, Makarezos è stato rilasciato dal carcere per motivi di salute in successivi congedi temporanei, ma è stato confinato a casa sua. Ha affermato di avere rimpianti per molte delle sue azioni, ma ha continuato a vantarsi dei suoi risultati economici durante la giunta. Morì il 3 agosto 2009.